# Cherry Burton
Cherry Burton är en by och en civil parish i East Riding of Yorkshire  i England. Orten har 1 392 invånare (2011). Byn nämndes i Domedagsboken (Domesday Book) år 1086, och kallades då Burton(e).